# Chlumetia duplicilinea
Chlumetia duplicilinea är en fjärilsart som beskrevs av Walker 1862. Chlumetia duplicilinea ingår i släktet Chlumetia och familjen nattflyn. Inga underarter finns listade i Catalogue of Life.